# Kościół Niepokalanego Poczęcia Najświętszej Maryi Panny w Zielenicach

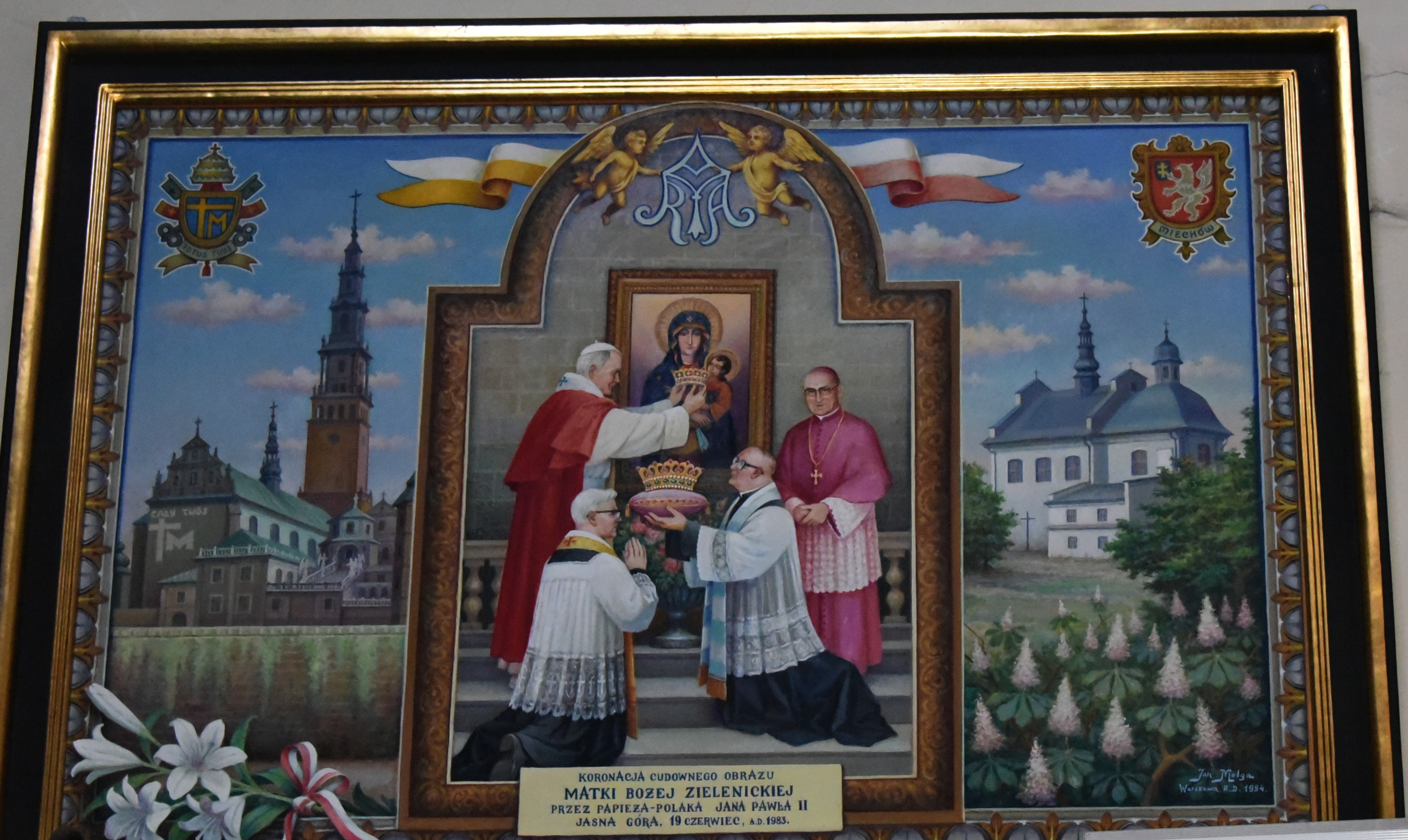
Obraz Koronacja cudownego obrazu Matki Bożej Zielenickiej

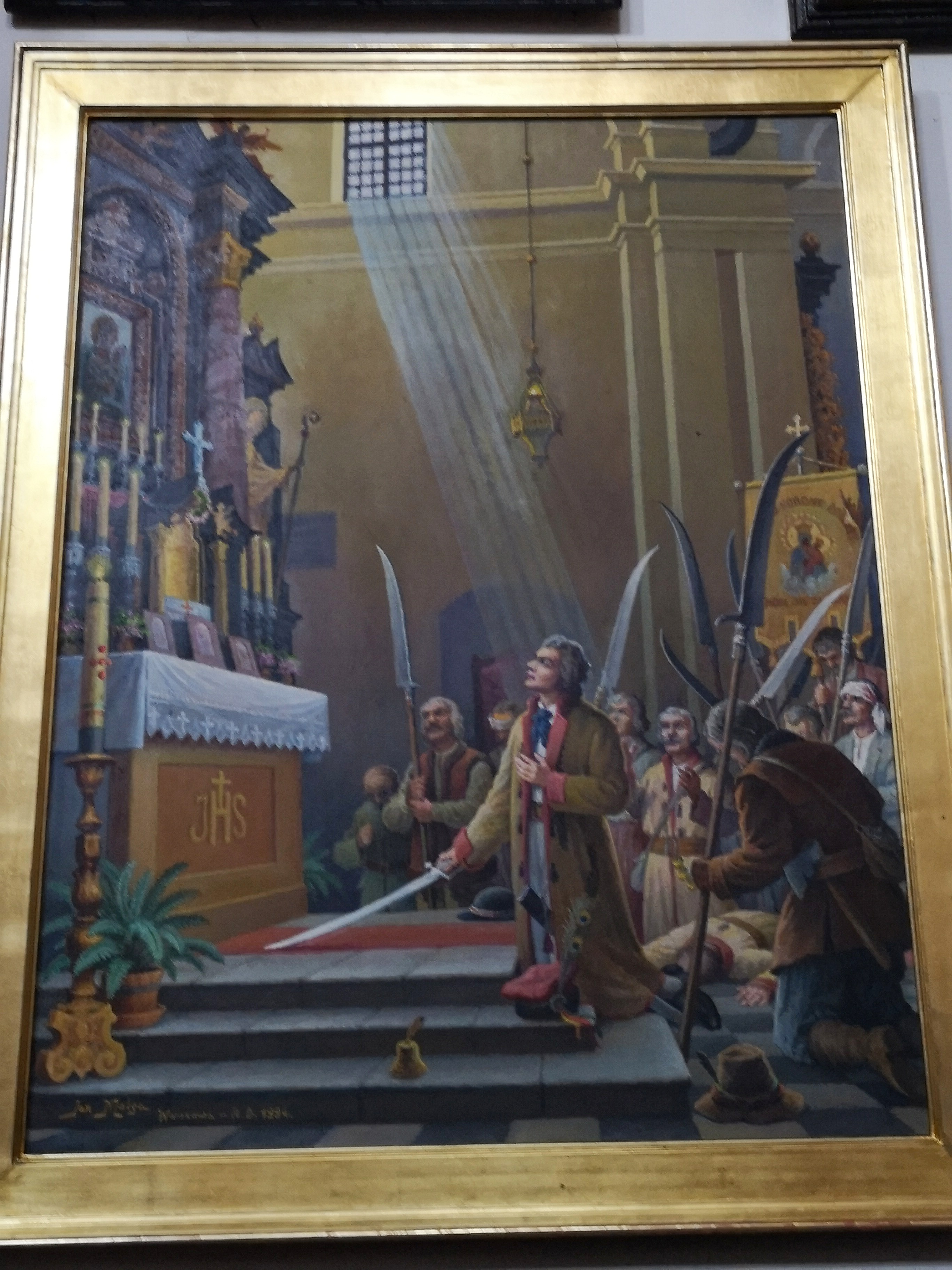
Obraz Kościuszko przed obrazem Matki Bożej Zielenickiej

Kościół Niepokalanego Poczęcia Najświętszej Maryi Panny – zabytkowy, parafialny kościół rzymskokatolicki znajdujący się w Zielenicach w województwie małopolskim. Jest to także sanktuarium Matki Bożej Zielenickiej.

## Historia
Pierwsze wzmianki o kościele i parafii pochodzą z XIV wieku, dokładnie z 1346 roku. Pierwotnie kościół był drewniany, a pierwszym patronem parafii był św. Mikołaj. W latach 1551-1587 kościół był zajęty przez arian i służył jako zbór. W 1598 ówcześni właściciele Zielenic - Dobroszowscy, zapisują majątek jezuitom przy kościele Świętych Macieja i Mateusza w Krakowie.
W 1613 roku do kościoła w Zielenicach sprowadzono z jezuickiego kościoła Świętych Macieja i Mateusza w Krakowie obraz Matki Bożej Śnieżnej, kopię obrazu Salus Populi Romani z rzymskiej bazyliki Santa Maria Maggiore. Obraz zasłynął cudami i został uznany za cudowny na mocy dekretu biskupiego z 1654 roku, co spowodowało wzmożony ruch pielgrzymkowy. Stary kościół stał się za mały dla dużej liczby pielgrzymów, podjęto wówczas decyzję o budowie nowego, większego. Nowy drewniany kościół wzniesiono w roku 1660.
Ważną datą dla parafii był 27 lipca 1681, kiedy to do Zielenic przybył ciężko chory Franciszek Szembek, aby modlić się do cudownego obrazu o przywrócenie do zdrowia. Kiedy rzeczywiście wyzdrowiał w podziękowaniu postanowił ufundować nowy, murowany kościół. Kamień węgielny pod jego budowę został poświęcony 18 lipca 1685 roku. Konsekracja kościoła pod wezwaniem Nawiedzenia Najświętszej Maryi Panny odbyła się 1 października 1691 roku. Z czasem wezwanie kościoła uległo zmianie, by obecnie nosić tytuł Niepokalanego Poczęcia Najświętszej Maryi Panny.
W połowie XVIII wieku stan techniczny kościoła i zabudowań plebańskich był zły, o czym informują protokoły wizytacyjne. W 1773, po kasacie zakonu jezuitów, dobra zielenieckie zostają wystawione na sprzedaż. 7 maja 1858 pożar niszczy dzwonnicę oraz dach i sklepienia kościoła. Naprawa zniszczeń trwała do lat 80. XIX wieku. W 1883 do kościoła dobudowano babiniec (od strony północnej) wzniesiono nową, murowaną dzwonnicę oraz bramę. W 1904 wykonano nową posadzkę kościoła, wybudowano nową plebanię oraz założono nowy cmentarz. W latach 1911-1918 wykonano nowe pokrycie dachu (z eternitu) oraz postawiono sygnaturkę. Wówczas też wnętrze kościoła uzyskało nową dekorację malarską autorstwa Ludwika Konarzewskiego.
Po odzyskaniu niepodległości w Zielenicach odrodził się kult maryjny. W trakcie II wojny światowej kościół został zbombardowany.
W latach 80. XX wieku,w czasach proboszcza ks. Józefa Józefiaka FDP, kościół wraz z wyposażeniem został odrestaurowany. Wówczas dobudowano do kościoła kruchtę oraz przedsionek (proj. inż. E Goleń z Krakowa). Prace kontynuował proboszcz ks. Stanisława Drajczyk FDP. On też był inicjatorem powstania monumentalnych stacji drogi krzyżowej.
Do 1773 sanktuarium było pod opieką jezuitów, a w latach 1979–2007 – orionistów. Od 2007 gospodarzem parafii i sanktuarium jest diecezja kielecka.
10 czerwca 1983 papież Jan Paweł II na Jasnej Górze w Częstochowie ukoronował zieleniecki obraz papieskimi koronami.

## Położenie
Sanktuarium znajduje się w południowej części wsi Zielenice (gmina Radziemice), która jest siedzibą parafii obejmującej 987 osób (2024). Jest zbudowany na szczycie wzgórza zwanego „Wzgórzem Opatrzności”. Kościół jest orientowany, z prezbiterium skierowanym w kierunku wschodnim oraz fasadą od zachodu.
Wokół kościoła znajduje się park o powierzchni 3 ha, w którym kilka lat temu posadzono 800 świerków oraz 2800 sosen. W parku rozlokowana została droga krzyżowa. Rzeźby, które się na nią składają są autorstwa profesora krakowskiej Akademii Sztuk Pięknych Czesława Dźwigaja. Rzeźby są wykonane z brązu. Przedstawione w scenach drogi krzyżowej postaci są naturalnej wielkości.

## Architektura
Świątynia jest murowana z cegły i kamienia, otynkowana. Kościół składa się z jednej nawy podzielonej na 3 przęsła, do której przylega kwadratowe prezbiterium. Do budynku przylegają dobudowane w późniejszym czasie: zakrystia – dostawiona do nawy i prezbiterium od strony północnej, po przeciwległej stronie, od strony południowej prezbiterium znajduje się skarbczyk (budynek gospodarczy, obecnie kotłownia), od zachodniej strony do korpusu nawowego przylega duża, prostokątna kruchta. Dachy nawy i kruchty są dwuspadowe, prezbiterium przykryte jest kopułą z latarnią i cebulastym hełmem. W dachu nawy umieszczona jest neogotycka sygnaturka. Dachy pokryte są obecnie blachą.
Fasada kościoła jest jednokondygnacyjna, 3-osiowa, o podziale poprzez pilastry. Środkowe pole jest szersze niż pola boczne. W skrajnych osiach znajdują się nisze zamknięte półkoliście. Pilastry wspierają belkowanie z wydatnym gzymsem. Nad nim znajduje się szczyt ujęty w proste spływy. W środkowym polu szczytu znajduje się prostokątne, małe okno, w zwieńczeniu – trójkątny przyczółek. Do fasady dostawiona jest kruchta szerokości całej nawy głównej, kryta dwuspadowym dachem.
Zewnętrzne ściany gładkie, tynkowane. Jedynie prezbiterium, fasada i kruchta są podzielone pilastrami podtrzymującymi belkowanie.

## Wnętrze
Kościół jednonawowy, ściany nawy są artykułowane podwójnymi pilastrami, które wspierają belkowanie. Sklepienie nawy kolebkowe na gurtach, które podobnie jak pilastry są podwójne. Nawa doświetlona jest lunetami (po 1 parze na każde przęsło). Prezbiterium doświetlone jest parą okien. Zwieńczone jest kopułą z latarnią. Łuk tęczowy jest półkolisty z belką tęczową o wykroju wklęsło-wypukłym, na którym znajduje się grupa Ukrzyżowania. Nad wejściem do nawy od strony zachodniej znajduje się drewniana empora wsparta na czterech marmurowych kolumnach.

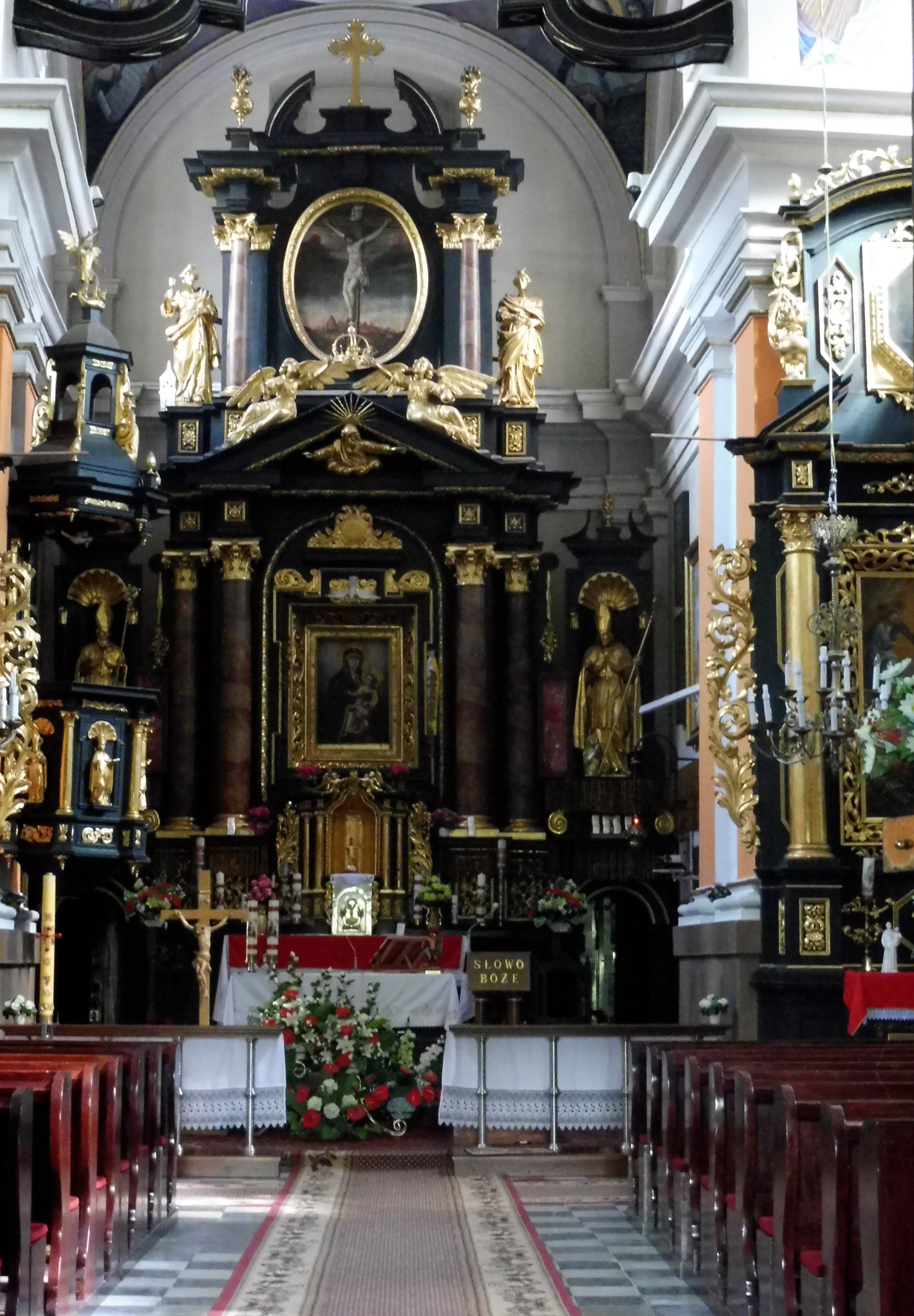
Wnętrze kościoła

## Wyposażenie i wystrój
Wnętrze kościoła zdobią ołtarze: główny z okresu baroku, oraz 4 boczne rokokowe.
- Ołtarz główny z ok. 1691 roku, barokowy, architektoniczny, ufundowany przez Franciszka Szembeka. Wykonany z drewna polichromowanego na czarno. W centralnej jego części znajduje się  znajduje się obraz Matki Bożej Zielenieckiej, przywiezionej do Zielenic w 1613 roku, flankowany parami kolumn. Nad obrazem znajduje się trójkątny przyczółek z przedstawieniem Oka Opatrzności. W górnej części nastawy znajduje się owalny obraz przedstawiający ukrzyżowanego Chrystusa. W zwieńczeniu przełamany przyczółek, pośrodku którego umieszczony jest krzyż, a po bokach postaci aniołów. Ołtarz posiada dwie bramki, nad którymi znajdują się figury św. Mikołaja i św. Stanisława Biskupa.[2].

- Ołtarze boczne przy ścianie tęczowej, barokowe z ok. 1691 roku, o architektonicznych nastawach, podobnych do ołtarza głównego. Lewy z obrazami przedstawiającymi św. Antoniego oraz św. Stanisława Biskupa i św. Pawła (w zwieńczeniu), prawy z obrazami św. Ignacego Loyoli i św. Stanisława Kostki (w zwieńczeniu). Polichromowane na czarno, zdobione dekoracją o motywach roślinnych[2].
- Ołtarze boczne przy ścianach nawy rokokowe, z lat 1775-1780. Lewy z obrazem Św. Jana Nepomucena i rzeźbami Św. Ignacego i św. Antoniego oraz przedstawieniem św. Ferraryusza w zwieńczeniu. W prawym umieszczono obraz św. Tekli, rzeźby przedstawiające św. Jana i św. Stanisława Boromeusza oraz w zwieńczeniu – obraz św. Karol Boromeusz[2].
- ambona – późnobarokowa z XVII wieku z przedstawieniami Ewangelistów na koszu[2].
- Chór muzyczny późnobarokowy, z parapetem zdobionym złoconymi elementami snycerskimi, prospekt organowy klasycystyczny  z poł. XIX wieku[2].

- We wnętrzu znajduje się kilka cennych obrazów autorstwa artysty malarza Jana Molgi: m.in.: Uzdrowienie Franciszka Szenbeka i Kościuszko przed obrazem Matki Bożej Zielenickiej[4].
- Ściany kościoła pokrywają liczne wota składane przez pielgrzymujących do sanktuarium.

## Dzwonnica
W sąsiedztwie kościoła znajduje się murowana dzwonnica z 1883 roku, która zastąpiła wcześniejszą drewnianą (zniszczoną przez pożar w 1858 roku). Dzwonnica, wybudowana na rzucie prostokąta, jest murowana z cegły, otynkowana, dwukondygnacyjna. Kryta dachem dwuspadowym. W środku znajdują się dwa XIX-wieczne dzwony.